# Erythrocebus poliophaeus
Erythrocebus poliophaeus (лат.) — вид обезьян из семейства мартышковых. Род мартышек-гусар долго считался монотипическим, но затем Erythrocebus poliophaeus был выделен в отдельный вид. В 2018 году реклассификация подтвердила его независимый статус. От мартышки-гусара (Erythrocebus patas) их можно отличить по своеобразным усам.

## Распространение
Известны на территории Эфиопии и Судана.